# Buxières-lès-Villiers
 Buxières-lès-Villiers  es una población y comuna francesa, en la región de Champaña-Ardenas, departamento de Alto Marne, en el distrito de Chaumont y cantón de Chaumont-Sud.

## Demografía
| 66 | 100 | 108 | 127 | 162 | 196 |
| Para los censos de 1962 a 1999 la población legal corresponde a la población sin duplicidades (Fuente: INSEE [Consultar]) |     |     |     |     |     |